# Jean Schwœbel
Jean Schwœbel est un journaliste français né le 10 juillet 1912 à Mordelles (Ille-et-Vilaine) et mort le 25 septembre 1994 à Courbevoie, premier président de l'histoire de la société de rédacteurs du quotidien Le Monde, la première à voir le jour en France.

## Biographie
Jean Schwœbel commence sa carrière comme journaliste aux côtés de Pierre Frédérix, au service étranger du quotidien Le Monde, au sein duquel il couvre en novembre 1956 la Crise de Suez.
La période 1945-1949 voit fleurir de nombreux projets de statut tendant à établir sur des bases nouvelles la création et le fonctionnement des entreprises de presse, comme la « Charte de la presse », adoptée en octobre 1945 par la commission exécutive de la « Fédération de la presse ». Il est l'un des contributeurs les plus actifs à cette réflexion.
Dès le 12 décembre 1951, il constitue au sein du Monde une société anonyme avec André Chênebenoit, rédacteur en chef du Monde, afin de représenter la communauté des rédacteurs et détenir collectivement la minorité de blocage de la société éditrice du quotidien.
Le 1er décembre 1967, il participe à la fondation de la Fédération française des sociétés de journalistes, avec Rémy Le Goff, de Ouest-France et Denis Perier Daville, du quotidien Le Figaro, qui connut son heure de gloire au cours des années 1960, puis des années 1970. Quelques mois plus tard, cette nouvelle fédération compte une trentaine de société de rédacteurs regroupant plus de 2 000 journalistes en France, au risque de heurter nombre de patrons de presse, qui y voient une remise en question de leur autorité. Le livre qu'il écrit pour décrire cette expérience a été préfacé par le philosophe Paul Ricœur.